# Поли Муканова
Поли Муканова е българска поетеса и преподавател.

## Биография
Поли Муканова е родена в София. Завършва българска филология в Софийския университет „Св. Климент Охридски“ (2004). През 2005 г. се дипломира в магистърската програма „Литературата – творческо писане“ с проекта „Самоличност – дневници (2000 – 2005)“.  През 2005 г. завършва Стопанско управление, бакалавър.
Има публикации в Литературен вестник, Словото днес, Книжевно житие (Скопие), LiterNet, e-Lit, Public Republic, в сборника „Facecontrol“ (2005), в алманаха „Ах, Мария“ (2009), както и в антологията „Kenga e Detit“ (2010) на албански език и др. Дебютната ѝ стихосбирка „Мигове в кибритена кутийка“ (2009) излиза на македонски в превод на Зоран Якимоски. През същата година издателство „Алтера“ прави възможна появата ѝ на български език, с включване на „Пиесата“ в нея.
Втората ѝ книга е есеистичният сборник „Amor Fati: фрагменти“ (2012). Участвала е в международни поетични фестивали. Поезията ѝ е превеждана на английски, немски, турски, албански, румънски, испански, италиански, хърватски и македонски език. Един от основателите на сайта „Открита литература“. https://sites.google.com/site/otkritaliteratura/?pli=1
От 2010 г. е редактор в е-списание за хуманитаристика „Сборище на трубадури“. https://trubadurs.com/editorial-board/
През 2013 г. защитава дисертация на тема „Четенето и читателите в българското общество (1878 – 1944): Институцията библиотека“ по професионално направление 3.5. Обществени комуникации и информационни науки (Книгознание, библиотекознание, библиография – История на книгата). Академичните ѝ интереси са свързани с история на книгата и четенето, библиотекознанието, литературната теория и философията. От 1 декември 2014 г. работи като преподавател в катедра „Библиотечни науки“, Университет по библиотекознание и информационни технологии, гр. София.
Преподава Книгознание, История и теория на четенето, Библиофилство, Традиционни библиотечни услуги, Библиотеки, култура, история, Академично писане, Социални мрежи за библиотекари (магистри), Дигитализация на приписки в библиотеките (магистри), Творческо писане за библиотекари. 